# Pachychernes attenuatus
Espèce
Pachychernes attenuatus est une espèce de pseudoscorpions de la famille des Chernetidae.

## Distribution
Cette espèce est endémique du Mexique. Elle se rencontre au Yucatán et au Quintana Roo.

## Publication originale
- Muchmore, 1991 : Pseudoscorpionida. Diversidad boilógica en la reserva de la biosfera de Sian Ka'an, Quintana Roo, Chetumal, México, Centro de Investigaciones de Quintana Roo, México, p. 155–173.